# Edward MacDowell
Edward MacDowell (Nova York, NY, 18 de desembre de 1860 - 23 de gener de 1908) fou un compositor estatunidenc.
Descendent d'una família de quàquers escocesos, que en veure les disposicions de Henry per la música, el va fer estudiar successivament amb Juan Buitrago, Pablo Desvernine i Maria Teresa Carreño. Més tard passà a Europa per a perfeccionar els estudis, al Conservatori Hoch de Frankfurt, on fou deixeble de Joachim Raff, que l'estimà molt.
Des de 1881 fins al 1882 ensenyà piano en el Conservatori de Darmstadt, i, al retornat al seu país, fou nomenat professor de música en el Columbia_University, de Nova York on tingué entre altres alumnes en Gilbert. Les universitats de Princeton i de Pensilvània li atorgaren el títol de doctor honoris causa. En els tres últims anys de la seva vida fou víctima d'una alienació mental i morí en un manicomi.
Entre les seves produccions es compten diversos poemes simfònics, com:
- Els sarraïns,
- Lancelot i Elaina,
- La bella Alda,
- Hamlet i Ofelia,
- Sonata tràgica, per a piano,
- Heroica, sonata per a piano,
- Suite d'orchestre,
- Suite indienne,
- Woodland sketches, per a piano,
- Sea-pieces, per a piano,
- Fireside-tales, per a piano,
- New-England-Idyls, etc.